# Trematopygodes auriculator
Trematopygodes auriculator är en stekelart som beskrevs av Hinz 1980. Trematopygodes auriculator ingår i släktet Trematopygodes och familjen brokparasitsteklar. Inga underarter finns listade i Catalogue of Life.